# Allerheiligen-Kirche zu Krasnoje Selo

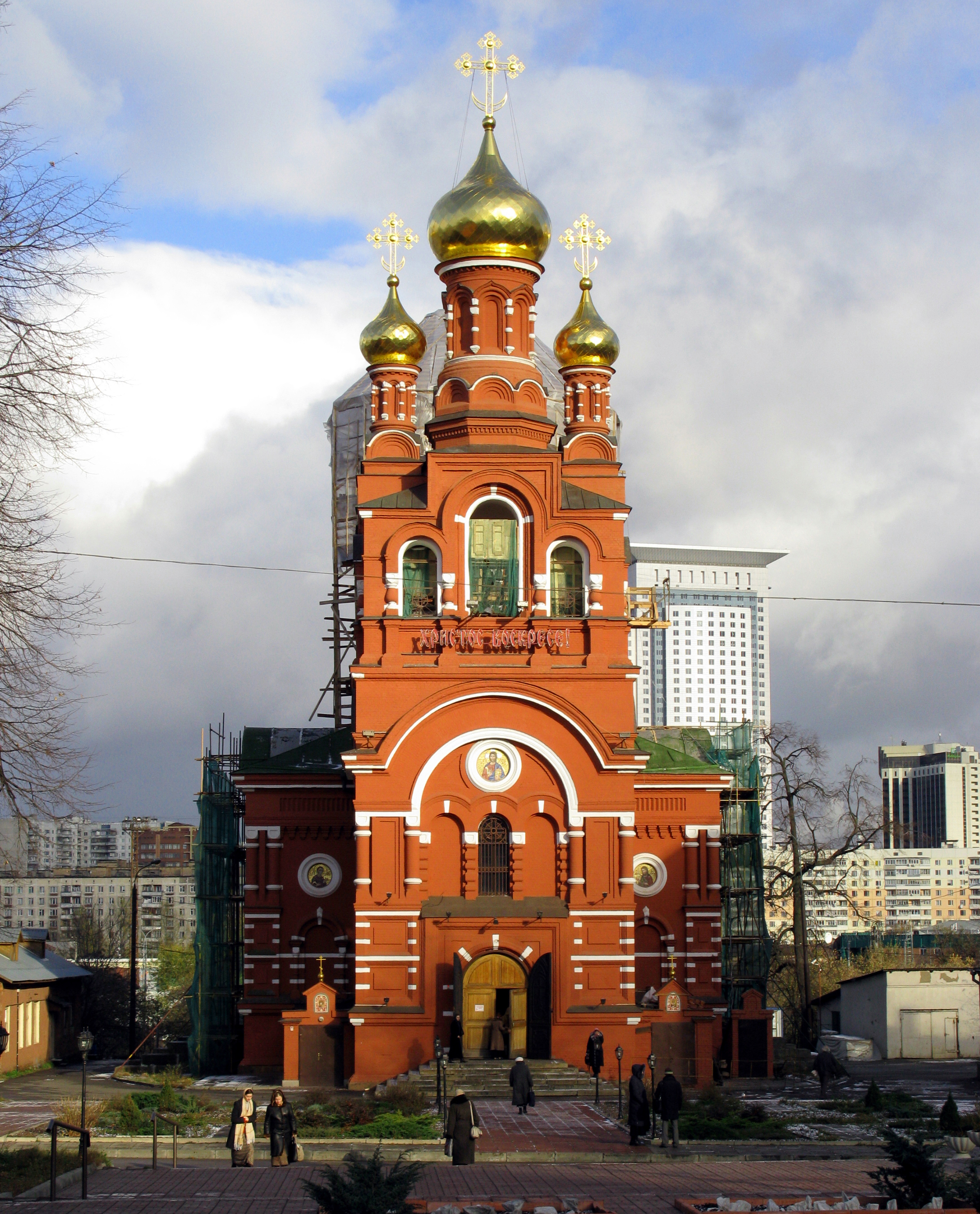
Die Allerheiligen-Kirche zu Krasnoje Selo

Die Allerheiligen-Kirche zu Krasnoje Selo (russisch Храм Всех Святых в Красном селе) ist eine russisch-orthodoxe Kirche in der russischen Hauptstadt Moskau. Erbaut wurde die Kirche von 1887 bis 1891 im ehemaligen Alexius-Kloster der Stadt. Heute befindet sie sich im Moskauer Stadtteil Krasnoselski in der Nähe des Komsomolskaja-Platzes.

## Geschichte

### Baubeginn
1837 wurde das Alexius-Kloster aus dem Zentrum der Hauptstadt Moskau in das Dorf Krasnoselski nördlich des Moskauer Stadtzentrums verlegt. Von 1887 bis 1891 wurde auf dem Friedhof des neuen Klosters eine Allerheiligen-Kirche und eine kleine Kapelle zu Ehren der Gottesmutter von Kasan errichtet. Die vom Architekten A. A .Nikiforow entworfene Kirche galt als ungewöhnlich, da sich auf dem Glockenturm drei Kuppeln befinden. Die Bemalungen im Inneren des Kirchengebäudes wurden von den Ikonenmalern des Dreifaltigkeitsklosters von Sergijew Possad angefertigt. Die aus weißem Stein bestehende Ikonostase der Kirche wurde vom bekannten Architekten N.I.Tschitschagowa entworfen. Der Friedhof des Alexius-Kloster wurde 1841 eröffnet. In den folgenden Jahren wurden auf diesem Friedhof einige berühmte Personen begraben.

### Sowjetische Zeit

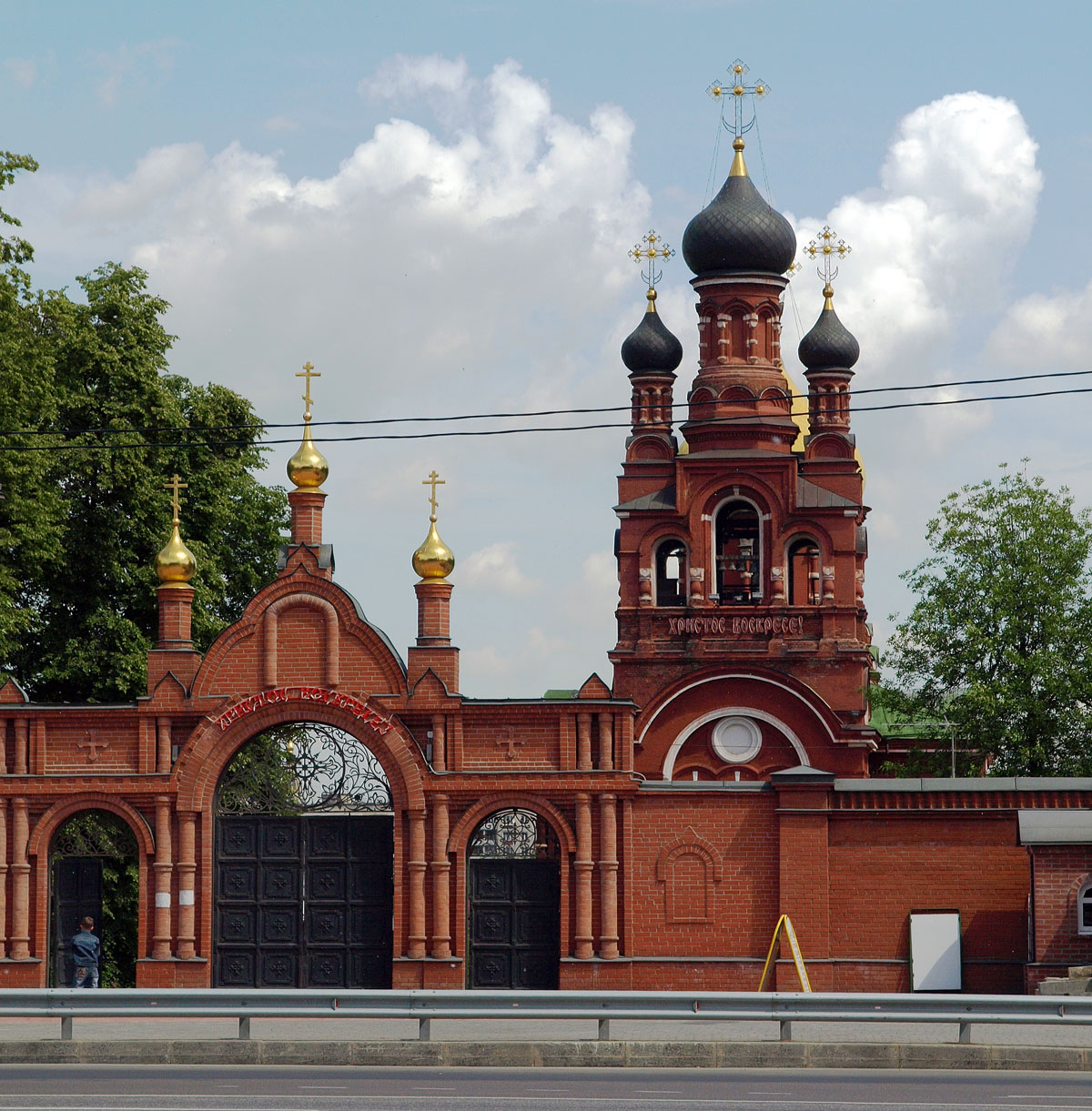
Das Portal zum Gelände mit der Kirche im Juni 2008

Das Alexius-Kloster wurde schließlich 1926 geschlossen; die Nonnen wurden gezwungen, das Kloster zu verlassen. Zu Beginn des 20. Jahrhunderts gab es in der Klosteranlage vier Kirchen. Diese waren die Kirche des Gottesmenschen Alexius, die Kreuzkirche, die Allerheiligen-Kirche und die Erzengel-Michael-Kirche. Von diesen vier Kirchen wurden die Kreuzkirche und die Erzengel-Michael-Kirche in sowjetischen Zeiten zerstört.
Die Allerheiligen-Kirche wurde zu Sowjetzeiten als Archiv genutzt. Die älteste der vier Kirchengebäude, die Kreuzkirche, diente als Bürogebäude. Die Kirche des Gottesmenschen Alexius wurde zu einem Quartier für Pioniere umfunktioniert. Die Erzengel-Michael-Kirche wurde schließlich 1970 abgerissen, um Platz für ein Wohnhaus zu schaffen. In den späten 1980er Jahren musste der alte Friedhof des ehemaligen Klosters einer neuen Schnellstraße weichen.

### Seit den 1990er Jahren
Nach dem Ende der Sowjetunion wurde die Kirche 1991, wie viele andere Kirchengebäude in Russland, wieder der Russisch-Orthodoxen Kirche übergeben. Seitdem haben umfangreiche Wiederaufbauarbeiten an der Kirche und den anderen Bauwerken auf dem Gelände des ehemaligen Alexius-Klosters begonnen. 2009 wurde die Kapelle der Gottesmutter von Kasan sowie eine steinerne Mauer mit einem Eingangsportal vollendet.
Heute gibt es bei der Kirche ein Armenhaus mit einer kleinen Kapelle, seit 1991 eine Sonntagsschule und eine Werkstatt für Ikonen, eine Wohltätigkeitsfonds seit 2002 und ein Kirchengeschäft. Seit 2005 wird auch ein Kirchenchor organisiert.

## Galerie

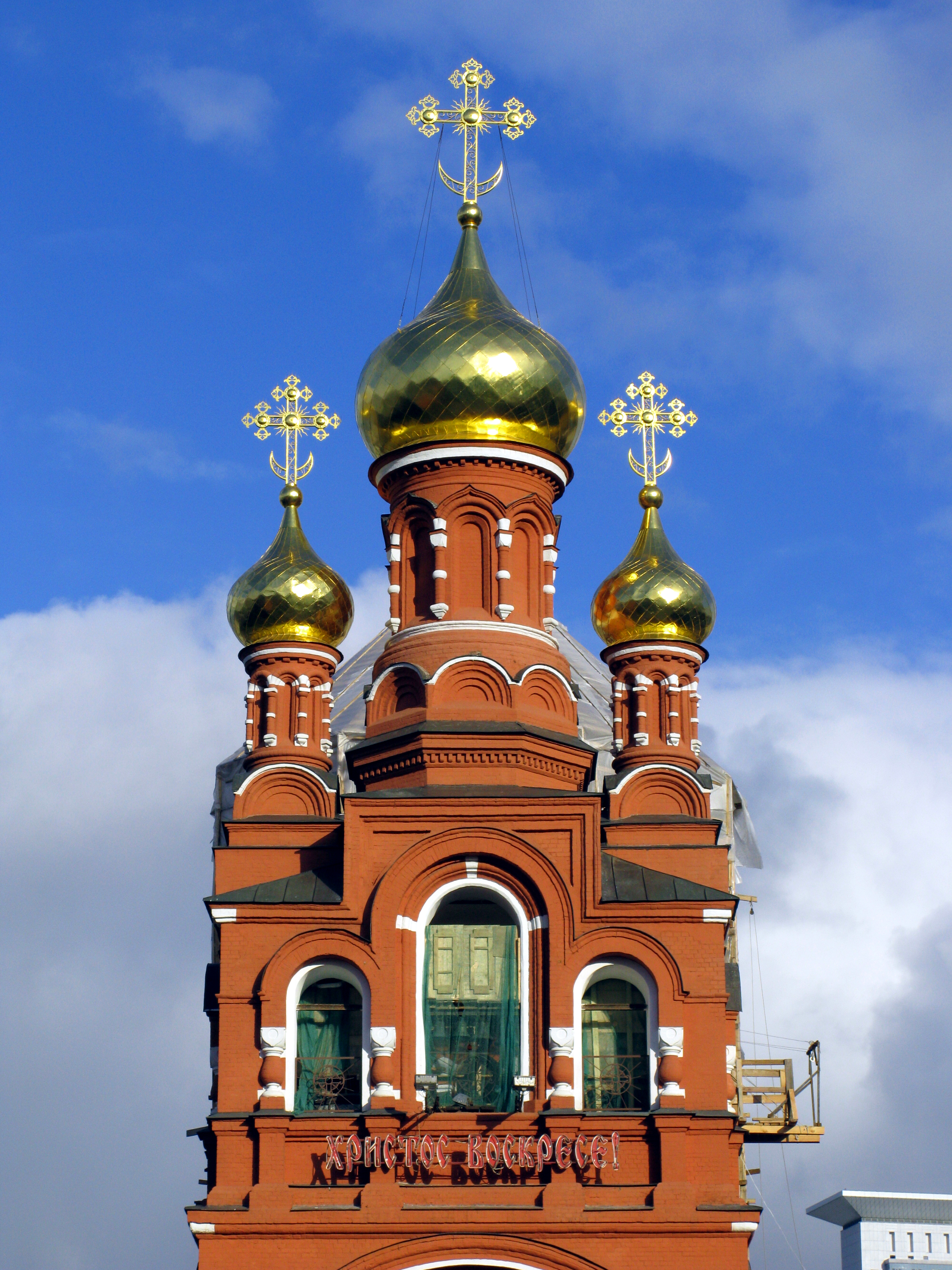
Der Glockenturm
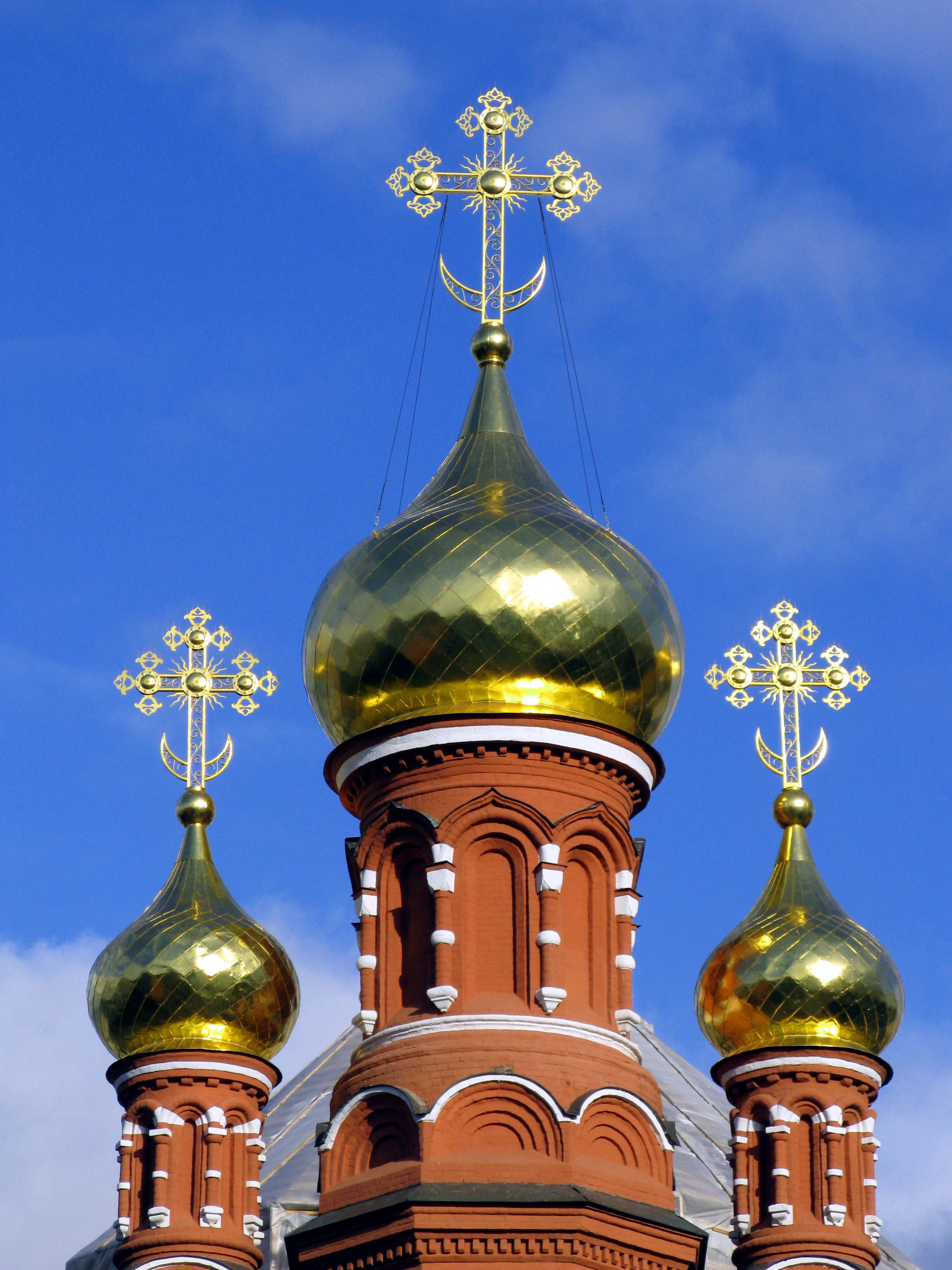
Die drei Kuppeln auf dem Glockenturm
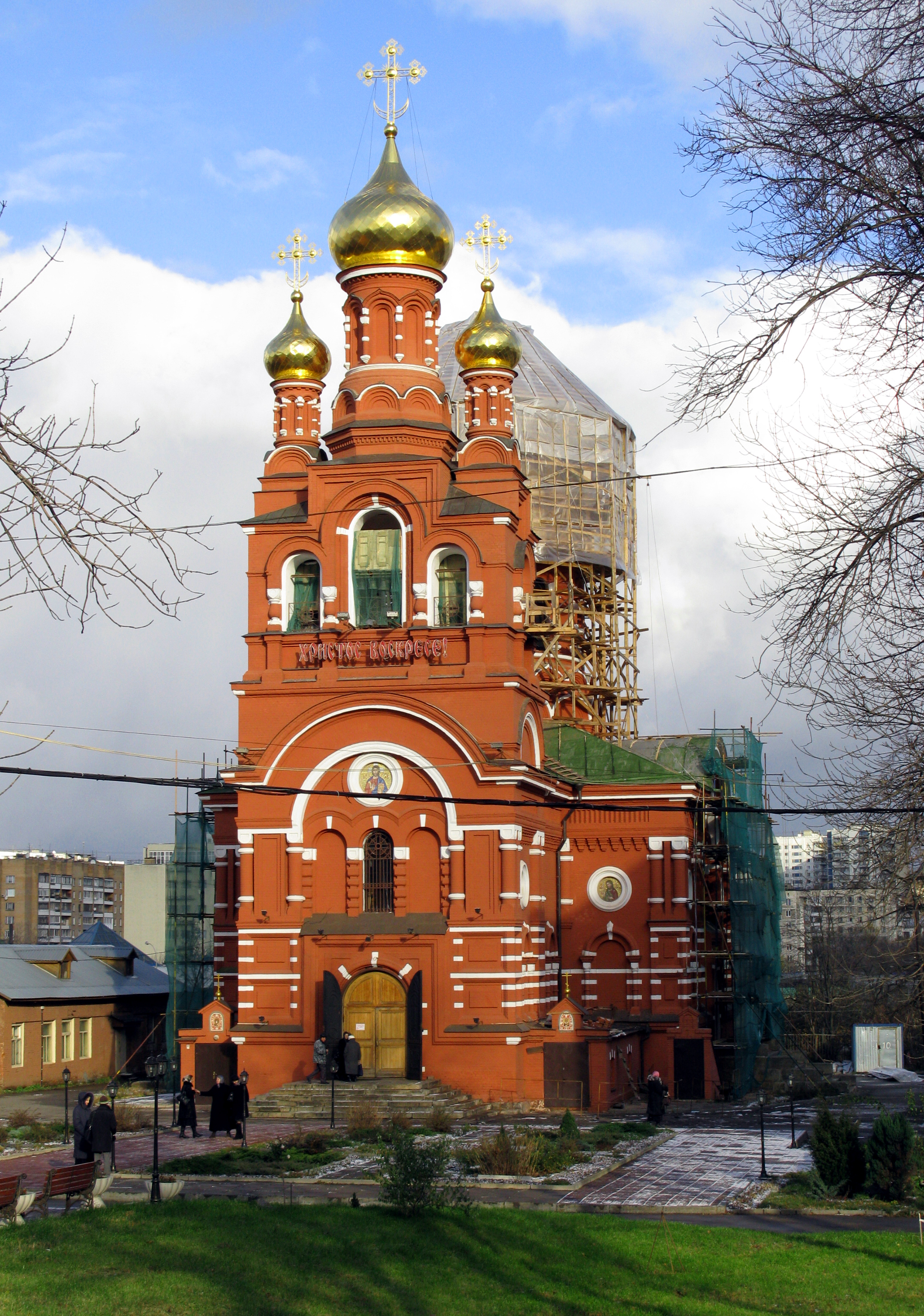
Blick auf die Kirche
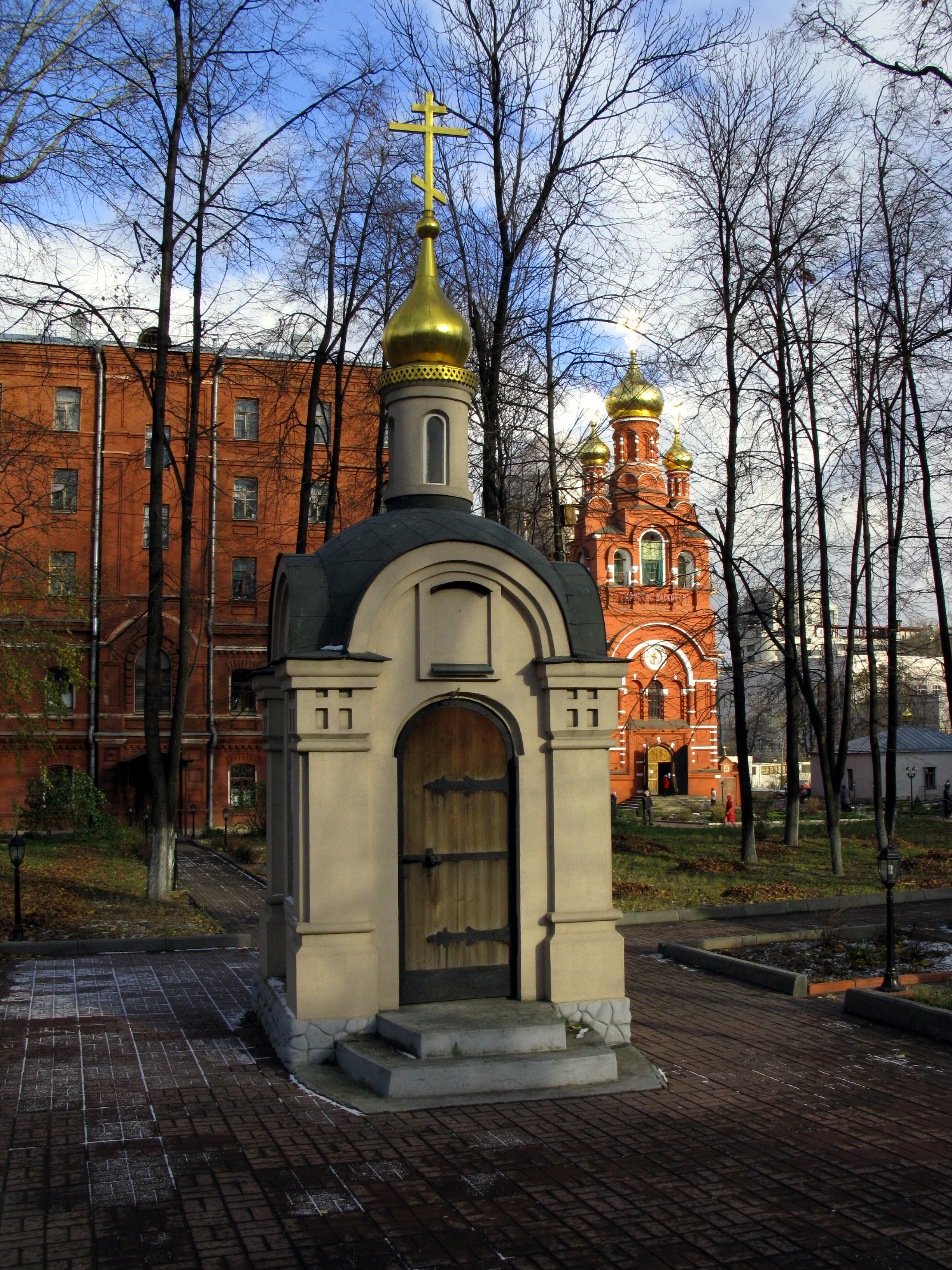
Die Kapelle der Gottesmutter von Kasan